# Òpis
Òpis fu un'antica città della Mesopotamia (nell'attuale Iraq), secondo alcuni situata sulla riva est del fiume Tigri, 30 chilometri a sud-sud-est di Baghdad, nei pressi del fiume Diyala. Non ne resta traccia archeologica e la collocazione è incerta, ma le fonti epigrafiche e letterarie ne attestano la fioritura nella prima metà del III millennio a.C.

## Storia

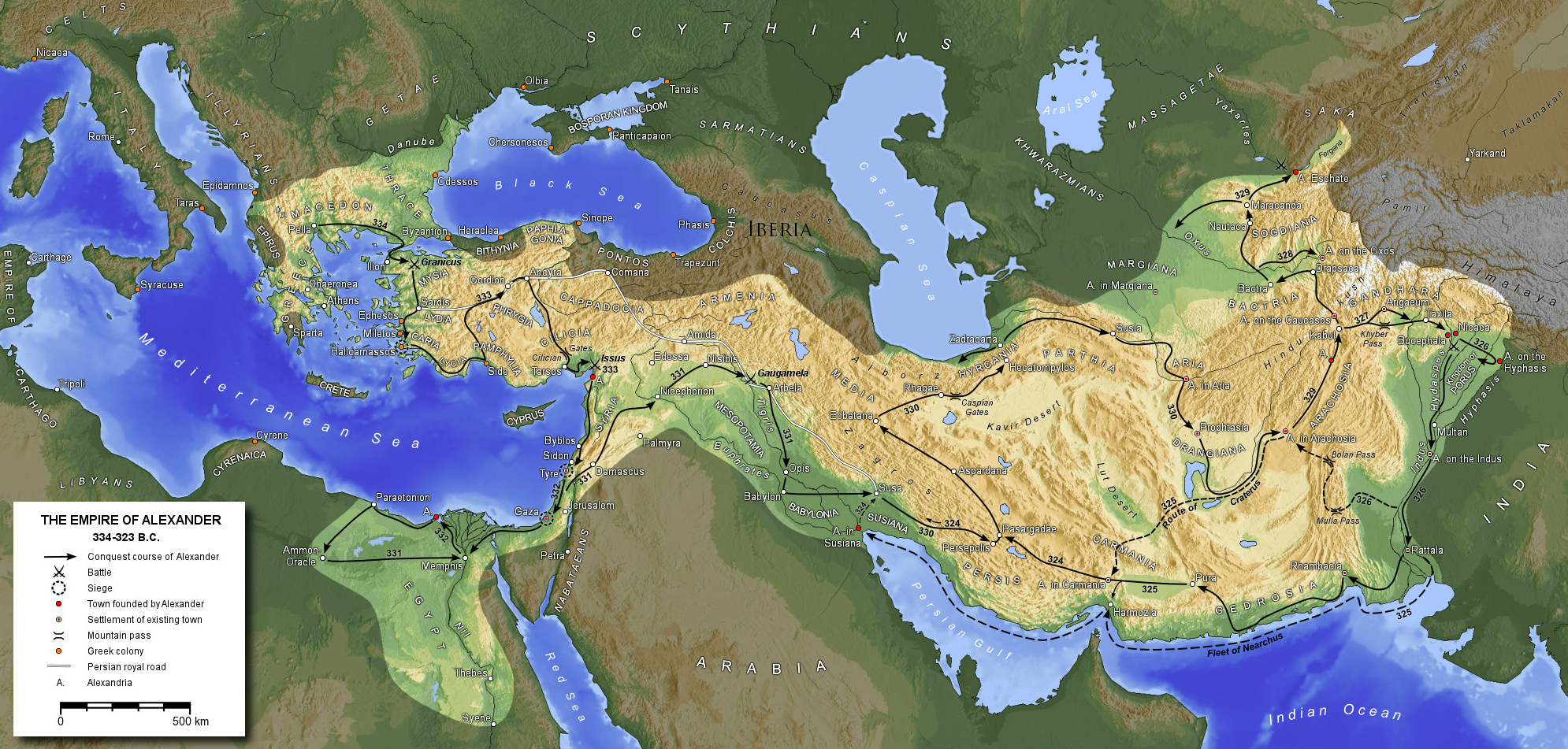
Una mappa del percorso di Alessandro Magno e la collocazione tradizionale di Òpis

Intorno al 3000 a.C. sarebbe stata retta da una serie di sei re.
Sarebbe nei pressi di Òpis che si combatté la battaglia di Òpis (539 a.C.), che vide Ciro il Grande sconfiggere l'esercito babilonese di Nabonide.
Alessandro Magno vi sarebbe passato due volte: la prima in direzione dell'India, nel 331 a.C.; la seconda nel 324 a.C., quando avrebbe avuto uno scontro con le proprie truppe sull'opportunità di incorporare l'elemento persiano nell'esercito, attribuendogli uguali diritti e peso.